# 20 Capricorni
20 Capricorni, eller AO Capricorni, är en roterande variabel av Alfa2 Canum Venaticorum-typ (ACV) i stjärnbilden Stenbocken.
20 Capricorni varierar mellan visuell magnitud +6,25 och 6,30 med en period av 2,2411 dygn. Den befinner sig på ett avstånd av ungefär 535 ljusår.